# Eswatini Conference of Churches
Eswatini Conference of Churches (ECC) är en ekumenisk organisation i Swaziland, bildad 1929 som Swaziland Missionary Conference av tjugo missionärer och sex infödda pastorer.
1964 antogs namnet Swaziland Conference of Churches (SCC), nya stadgar och en gemensam trosbekännelse.
1976 skedde en splittring av det ekumeniska arbetet i Swaziland. De kyrkor som tillhörde Kyrkornas världsråd lämnade SCC och bildade Council of Swaziland Churches (CSC) medan sionistkyrkorna bildade League of African Churches (LAC), under uppmuntran av kung Sobhuza II.
De flesta av de nuvarande 89 medlemsorganisationerna (kyrkor och tvärkyrkliga rörelser) inom SCC tillhör den evangelikala strömningen inom kristenheten. Några av medlemskyrkorna är:
- Africa Evangelical Church
- Alliance Church
- Assemblies of God Movement
- Christian Family Church
- Nazaréens kyrka
- Deeper Life Bible Church
- Evangelical Church
- Free Evangelical Churches Fellowship
- Frälsningsarmén
- Holiness Union Church
- Metropolitan Church Association
- Pentecostal Assemblies in Africa
- Reformerta kyrkan
- Swazi National Assemblies of God
- Swedish Free Church
- Wesleyanska kyrkan

Svenska Alliansmissionen har hjälpt SCC att bygga upp en egen administration.
SCC tillhör Association of Evangelicals of Africa och World Evangelical Fellowship.
I april 2009 arrangerade SCC och oppositionspartiet PUDEMO demonstrationer runt om i landet, där man krävde demokratiska reformer i Swaziland.
Efter att landet officiellt bytt namn har organisationen också antagit det nuvarande namnet Eswatini Conference of Churches (ECC).